# TERRORISM OF RED PISS
TERRORISM　OF　RED　PISS(テロリズム　オブ　レッド　ピス)は、日本のヴィジュアル系バンドグループ、KLACKの１stDVD。2004年11月17日に発売された。

## 特徴
INTIFADA 2004発売後に発売されたPVとライブが収録されているDVD。しかし、ここに収録された北朝鮮渡航時の映像が話題となり、11月21日付けの新聞「東京スポーツ」紙上にて「問題DVD」として取り上げられ、各方面からクレームが殺到した。

## トラックリスト
- 1.INTIFADA 2004
- シングルには無かったBGMが流れ、曲も長くなっている。内容は、アメリカのアフガニスタン侵攻をテーマとしたアニメーションが使用され、ジョージ・W・ブッシュ大統領とウサーマ・ビン＝ラーディンと見られる人物の殴り合いによって構成されている。また、その中には小泉純一郎や金正日等と見られる人物がいる。ウサーマがブッシュを倒すとブッシュがなぜか、サイヤ人(？)の様になっている。
- ２.INTERVIE　W１
- このインタビューは何故、KLACKのメンバーがバンドをやっているのか、テロリズムの事について明かされている。
- ３.JAPANESE STANDARD
- KLACKのメンバーが、イラク日本人人質事件のマネをしている。人質の役がuと昌亜と烈。テロリストの役が聖也である。彼らの目的はただのやらせをやっており、金目的である。また、INTIFADA 2004のジャケットにはイラク日本人人質事件のマネをしている。2004年7月30日行われた、渋谷公会堂の大型スクリーンにこの映像が流れた。
- 4.INTERVIE　W2
- JAPANESE STANDARDとINTIFADA　2004のアニメーションについて明かされている。
- 5.NAZIS　CLAB【１ｓｔ　GIG】
- 2004年4月4日に行われた１ｓｔ　GIG。しかし、警察の出動により、1曲で終了した。また、この映像にSMの格好している刺青の女と黒人で背が低い男と１ｓｔ　GIGが始まる前にちんこ先生がいる。
- 6.INTERVIE　W3
- KLACKの目的が明かされている。
- 7.KHMER　ROUGE【2ND　GIG】
- 2004年7月28日に行われた、SMクラブに２nd GIGにKhmer　Rougeのライブ映像。
- 8.INTERVIE　W4
- 7月30日行われた、渋谷公会堂のVTRがほんの少しだけ流れている。また、uの初めての前向き発言がある。
- 彼らの１st GIGの配布した紙と渋谷公会堂の出演について明かされている。
- 9.SEIKE WEARS THE SUIT
- 2004年4月、北朝鮮にてFIRST SINGLEのジャケット撮影したPV。しかし、この映像が原因で新聞「東京スポーツ」紙上にて「問題DVD」として取り上げられ、各方面からクレームが殺到した。また、このPVにはKLACKのメンバーが演奏しており、サポートドラマーのDENKI-MANが出演している。
- 10.INTERVIE　W5
- 北朝鮮の映像を流した理由とKLACKの今後の活動について明かされている。

## その他
- KLACKのチラシに2004年3月26日に起きた回転扉事故の画像付のライブ告知がある。
- 2004年4月4日に行われた1ｓｔGIGのチラシにKLACKのメンバーの頭の上に戦闘機の爆弾が落とされるチラシがあり、u曰く「あれを見ると死にたくなる」と語った。